# سون نردین
سِـون نُردین (نروژی: Sven Nordin؛ زادهٔ ۶ فوریهٔ ۱۹۵۷) هنرپیشه اهل نروژ است. از فیلم‌هایی که وی در آن نقش داشته است، می‌توان به پسران نروژ، لیلیهامر و من دینا هستم اشاره کرد.